# 2e régiment de dragons (France)
Pour les articles homonymes, voir 2e régiment.
Le 2e régiment de dragons (également appelé 2e RD, le 2e ou encore 2e Dragons), basé à Fontevraud-l'Abbaye (Maine-et-Loire), est une unité de l'arme blindée et cavalerie de l'armée de terre française, créée sous la Révolution à partir du régiment de Condé-dragons, un régiment de cavalerie français d'Ancien Régime.
Depuis juillet 2005, ce régiment est spécialisé dans la défense NRBC à la suite de la fusion du 2e régiment de dragons et du groupe de défense NBC (GD-NBC) stationné à Draguignan. Il conserve les traditions du 2e régiment de dragons et se spécialise comme unité de défense NRBC.
Rattaché à la brigade du génie, il est unique par sa capacité stratégique et sa haute valeur ajoutée. Il s'agit également du plus ancien régiment de cavalerie de France.

## Création et différentes dénominations
- 1556 : existence d'une compagnie d'ordonnance de 50 lances appartenant à la maison de Condé, au service du roi.
- 16 mai 1635 : création, à partir de cette compagnie d'ordonnance, du régiment d'Anguien-cavalerie (nommé en référence au titre du fils aîné de la maison de Condé, duc d'Enghien).
- 26 décembre 1646 : le régiment est renommé Condé-cavalerie, à la suite de la transmission du titre de prince de Condé au duc d'Enghien.
- 1761 : à la suite des lourdes pertes subies au cours de la guerre de Sept Ans, fusion de l'unité avec le régiment de Lautrec-cavalerie.
- 25 mars 1776 : à la suite de la réorganisation des corps de cavalerie français, assimilant les dragons à la cavalerie, il devient régiment de dragons et est renommé régiment de Condé-dragons.
- Au 1er janvier 1791, les régiments sont numérotés selon l'ordre d'ancienneté, Condé-dragons devient le 2e régiment de dragons.
- En mai 1814, le 2e régiment de dragons incorpore les 25 survivants de la compagnie des guides-interprètes (ancêtres des interprètes militaires) formée à Boulogne en 1803 en prévision de l'invasion de la Grande-Bretagne et est renommé régiment des dragons du Roi
- 25 avril 1815 : le régiment redevient pour la période des Cents-Jours, le 2e régiment de dragons.
- 4 décembre 1815 : le décret royal du 16 juillet, prenant effet le 4 décembre, licencie le 2e dragons.
- 29 décembre 1815 : reformé (avec les mêmes hommes et officiers), sous l'appellation de régiment de dragons du Doubs.
- 25 aout 1825 : renommé 2e régiment de dragons.
- 1er novembre 1928 : dissolution à Lyon du 2e régiment de dragons, dont les effectifs sont versés au 9e régiment de cuirassiers.
- 5 mai 1929 : recréé comme unité mécanisée (avec compagnies de side-cars, motocyclistes, et auto-chenilles) sous le nom de 2e bataillon de dragons portés.
- 1er décembre 1939 : devient le 2e régiment de dragons portés.
- 31 juillet 1940 : dissolution du 2e régiment de dragons portés.
- 5 septembre 1940 : recréation du 2e régiment de dragons à Auch au sein de l'armée d'armistice.
- 29 novembre 1942 : dissous sur ordre du général Bérard, commandant la 17e Région Militaire (XVIIe R.M.) après, investissement de la zone Sud (zone libre) par l'armée allemande. Ses hommes prêtent alors le serment d'Auch.
- 29 septembre 1943 : le capitaine de Neuchèze s'évade avec l'étendard du régiment, qui devient le seul emblème de l'armée française à recevoir la médaille des évadés le 21 février 1945 par le maréchal de France Jean de Lattre de Tassigny.
- 18 décembre 1943 : reformé à Sfax (Tunisie) (P.V. no 419 Intendance militaire de Gabes-Sous) comme régiment de blindés chasseurs de chars.
- 30 juin 1997 : dissolution du régiment à Laon-Couvron.
- 30 juillet 1997 : recréation du régiment au camp de Fontevraud-l'Abbaye.
- 1er juillet 2005 : fusion avec le GD-NBC et renommé 2e régiment de dragons - nucléaire, biologique et chimique (2e RD-NBC). Le régiment reprend ensuite comme dénomination officielle 2e régiment de dragons. "Condé-dragons" est depuis l'unique régiment de l'Armée de terre organisé pour faire face aux menaces nucléaires, radiologiques, biologiques et chimiques.

## Composition actuelle
Le régiment est actuellement armé par :
- 1 escadron "école des dragons" destiné à la formation des personnels et à l’instruction spécialisée. Composé de pelotons formation générale initiale (FGI), de pelotons formation générale élémentaire (FGE) et de pelotons destinés à la formation spécialisés.
- 4 escadrons mixtes composés de pelotons d'équipes de reconnaissance et d'évaluation (ERE), de pelotons de reconnaissance mobile embarquée (RME) et de pelotons de décontamination (DCT).
- 1 escadron de commandement et de logistique.

Organisation théorique du 2ème RD en 2020

- 2 escadrons de réserve.

### Le GAOS
En 2012, avec l'utilisation d'armes chimiques dans les conflits au Levant, notammement la guerre civile syrienne, le COS a exprimé un besoin de disposer d'opérateurs compétents dans le domaine NRBC. C'est donc en fin 2012 que des premières expérimentations d'intégrations de dragons du 2ème à l'intérieur de la structure du COS sont effectuées à Djibouti, ce qui conduit début 2013, à la création et aux premiers exercices du détachement d'investigation et sécurisation (DIS).
En 2015, le commandant des forces spéciales terre décide de la création du GAOS, un vivier de spécialistes de plusieurs domaines (artillerie, guerre électronique, NRBC, déminage, cynotechnie, ...), ce qui conduit les chefs de corps des régiments concernés à créer les structures nécessaires à l'intérieur de leurs régiments respectifs. Cela se matérialisa au 2ème régiment de Dragon en 2018 par la création d'un peloton GAOS spécifique.
Ce peloton est constitué :
- 4 détachés de liaison (DL), insérés au sein d’un poste de commandement opérationnel des forces spéciales terres.
- 5 binômes multicapacitaires, intégrés au sein d'une unité de forces spéciales lors d'une opération.

Les missions du peloton GAOS NRBC sont, selon une directive régimentaire faisant office de doctrine :
- Porter assistance au détachement dans la phase de préparation de la mission. Cette mission inclut la formation technique et matérielle du personnel, ainsi que la prise en compte des cas non conformes NRBC lors de l'opération.
- Apporter une aide à une autre unité, spontanément ou sur ordre, par le mouvement ou par le feu.
- Exploiter des ressources ou du renseignement afin de produire des éléments de réponses techniques aux autorités supérieures.
- Et enfin, conseiller les officiers au sein d’un poste de commandement des forces spéciales terres en produisant des éléments de réponse face aux risques ou menaces et en proposant l’emploi d’un ou plusieurs détachements NRBC.

Les opérateurs du peloton sont capables de réaliser des missions de détection, de prélèvement et analyse des agents NRBC sur le terrain, de décontamination des opérateurs et du matériel présents sur site, et de produire du renseignement dans le domaine NRBC au profit du commandement. Les opérateurs disposent d'une autonomie accrue permettant une intégration plus fluide au sein des Task Force, grâce à une formation accrue aux procédures communes des forces spéciales (hélitransport, furtivité, rapidité d’exécution…).
Les opérateurs du GAOS NRBC sont notamment qualifiés pour les opérations de type Sensitive Site Exploitation (similaire aux Nuclear Disablement Teams de l'US Army), afin de pouvoir produire du renseignement par l'analyse d'un site précédemment occupé par un ennemi. Ils disposent aussi de qualifications hors NRBC, telles que plusieurs opérateurs qualifiés « opérateurs de premiers secours de combat » (OPSC), ainsi que des télépilotes de drones.
Depuis 2018, les dragons du peloton GAOS ont participé à plusieurs exercices réguliers, tels que les exercices Gorgonnes des forces spéciales terres, Acynomyx de la 11ème brigade parachutiste, Baccarat de la 4ème brigade d'aérocombat, Vent d’automne au profit du 2e REP ou encore Bambari au profit du 1er RPIMa. On peut aussi citer la participation à l'opération Chammal depuis 2015 via un officier conseillant au commandement des forces spéciales terrestres, à l'opération Sabre où 4 équipiers ont été projetés en 2020 dans le cadre de la pandémie de Covid-19. La participation à l'opération Chammal a été étendue au troisième trimestre 2022, via un détachement d'instruction opérationnelle (DIO) au profit de l'armée irakienne afin de les former sur le danger et les mesures à adopter en ambiance NRBC. Il est prévu que les opérateurs français les "recyclent" tous les ans.

## Missions
Le 2e régiment de dragons est l’unique régiment de l’Armée de terre spécialisé contre les menaces nucléaires, radiologiques, biologiques et chimiques (NRBC). Il est ainsi capable de mettre sur pied des modules de défense NRBC, voire de constituer le noyau d’un bataillon NRBC multinational dans l'OTAN. Le 2e régiment de dragons peut intervenir soit en appui des forces terrestres engagées sur un théâtre d’opération extérieure, soit sur le territoire national en renfort des moyens de la sécurité civile.
Les missions du  2e régiment de dragons s’articulent en quatre axes :
- appuyer les forces armées sur les théâtres d’opération contre les menaces et risques NRBC (nucléaire, radiologique, biologique et chimique) ;
- participer à la lutte contre la prolifération des armes de destruction massive ;
- contribuer à la protection des populations civiles, y compris sur le théâtre national ;
- participer aux missions de sécurité en métropole et outre-mer.

## Matériels

### Véhicules et systèmes d'armes
- VAB de reconnaissance NRBC
- VLRA NBC
- TRM 10000 SDA (système de décontamination approfondi)
- CERPE (centre de reconditionnement du personnel)
- Masstech T4
- PVP
- VT4
- GBC 180

### Armements
- HK 416
- Glock 17
- MAG 58
- Browning M2
- FAMAS (en cours de versement)
- MAC 50 (en cours de versement)

## Chefs de corps
| - 1792 : colonel Emmanuel de Grouchy, marquis de Grouchy - 1792-1793 : colonel Pierre Colomb - 17930: chef de brigade Louis Cloquet de Vrigny - 1793-1794 : chef de brigade Étienne Leclerc - 17940: chef de brigade Humbert Richer - 1794-1795 : chef de brigade François Macquart - 1795 : chef de brigade Jacques Marguerite Étienne de Fornier - 1796 : chef de brigade Raymond Gaspard de Bonardi, comte de Saint-Sulpice - 1796-1803 : chef de brigade Jacques Marguerite Étienne de Fornier (dit Fénérolles ou de Fénérols) - 1803-1807 : colonel Ythier Sylvain Pryvé - 1807-1813 : colonel Pierre Ismert - 1813-1814 : colonel Laurent Hoffmayer - 18140: colonel Jean-Baptiste Bouquerot des Essarts, baron |

| - 1814-1815 : colonel Paul Marie Rapatel, baron |

| - 18150: colonel Jean-Baptiste Dubessy - 18150: colonel François-Joseph de Planzeaux |

| - 1815-1823 : colonel Paul Marie Rapatel, baron - 1823-1833 : colonel comte de Châteaubodeau |

| - 1833-1846 : colonel baron Bernard-Marthe Imbert de Saint-Amand - 1846-1850 : colonel vicomte Charles-Marie-Augustin de Goyon - 1850-1857 : colonel baron Joachim Ambert - 1857-1863 : colonel Decroix - 1863-1865 : colonel Joseph Bachelier - 1865-1873 : colonel Amédée Mercier du Paty de Clam - 1873-1876 : colonel Gontier - 1876-1880 : colonel de Joybert - 1880-1885 : colonel Rozier de Linage - 1885-1890 : colonel Philippe Lichtenstein - 1890-1893 : colonel Cuny - 1893-1900 : colonel Achille de Valentin de Latour - 19000: colonel Jean Léon Albert de Pontac - 19000: colonel Gérard Amanrich - 1900-1901 : colonel Desprez - 1901-1903 : colonel Jean Léon Albert de Pontac - 1903-1906 : colonel Georges Charlery de La Masselière - 1906-1907 : colonel Ferand-Giraud - 1907-1910 : colonel Fleury - 1910-1916 : colonel Schultz - 1916-1917 : colonel Théron - 19170: colonel Magnin - 1917-1920 : colonel Detroyat - 1920-1926 : colonel Donop - 1926-1927 : colonel Vignon - 1927-1929 : colonel Boscals de Réals - 1929-1930 : colonel Baruteau - 1930-1935 : colonel Revouy - 1935-1937 : colonel Richard Boutaud de la Villéon - 1937-1938 : colonel Larréra de Morel - 1938-1940 : colonel Perraud - 19400: lieutenant-colonel L’Hotte - 19400: lieutenant-colonel Watteau - 1940-1943 : colonel Guy Schlesser - 1943-1944 : colonel Sauzey - 1944-1945 : colonel André Demetz - 1945-1947 : colonel de Clerck - 1947-1948 : colonel de Toulouse-Lautrec - 1948-1951 : colonel Sauve - 1951-1953 : colonel Dorange - 1953-1955 : colonel Loyseau - 1955-1957 : colonel Paul Caravéo - 1957-1959 : colonel Périn - 1959-1961 : colonel de Torquat de la Coulerie - 1961-1963 : colonel de Butler - 1963-1965 : colonel Lévesque - 1965-1967 : colonel Rozec - 1967-1969 : colonel Michaut - 1969-1971 : colonel Xavier d’Arras - 1971-1973 : colonel Henri Lalande - 1973-1975 : colonel Lauze - 1975-1977 : colonel Reclus - 1977-1979 : colonel René Bazin - 1979-1981 : colonel Pierre Lacoste - 1981-1983 : colonel Étienne Renard - 1983-1985 : colonel Joseph de la Bourdonnaye - 1985-1987 : colonel Jean-Paul Moreau - 1987-1990 : colonel Flavien de Froissard de Broissia - 1990-1992 : lieutenant-colonel Michel Issaverdens - 1992-1994 : colonel Charles-Henri de Dunoyer de Noirmont - 1994-1996 : colonel Jean-Paul Staub - 1996-1997 : colonel Jean-Sébastien Tavernier - 1997-1999 : colonel Marc Beaussant - 1999-2001 : colonel Henri Laporte-Many - 2001-2003 : colonel Guy Nuyttens - 2003-2005 : colonel Hervé Doussau - 2005-2006 : colonel Michel Doxin - 2006-2008 : colonel Édouard Perrin - 2008-2010 : colonel Xavier Lefebvre - 2010-2012 : colonel Laurent Giot - 2012-2014 : colonel Marc Caudrillier - 2014-2016 : colonel Olivier Lion - 2016-2018 : colonel Guillaume Leroy - 2018-2020 : colonel Gaëtan Boireau - 2020-2022 : colonel Thierry Pern - 2022-2024 : colonel Sébastien Barnier - Depuis 2024 : colonel Rémi Scarpa |

## Historique des garnisons, combats et batailles du2eRD de ligne

### Origines
Le 2e régiment de dragons est le plus ancien régiment de la cavalerie française : on peut en effet établir de manière certaine sa filiation directe en tant que régiment jusqu'en 1635 et en tant qu'unité de cavalerie jusqu'en 1556. Par édit de 1444, le roi Charles VII, voulant se doter d'une force armée régulière en temps de paix, créa quinze compagnies d'ordonnance de 100 lances chacune. Une lance se composait d'un homme d'armes à cheval, le maître, auquel étaient adjoints trois archers, un coutilier et un valet d'armes. Chaque compagnie disposait ainsi d'effectifs comparables à celui d'un bataillon ou régiment actuel, comptant 100 cavaliers et 500 fantassins. Les cavaliers français, jusqu'à la Révolution conservèrent cette appellation de maîtres. Sous Louis XII, ces compagnies prirent le nom de compagnies de gens d'armes tout en réduisant de manière variable leurs effectifs[réf. nécessaire].
Dès 1556, le prince de Condé portait entre autres titres celui de « capitaine de 50 lances des ordonnances du roi ». À partir de cette date, on retrouve régulièrement mention d'une compagnie portant le nom de son propriétaire, « Monsieur le prince », avec le numéro 2. Le 16 mai 1635, lorsque le cardinal de Richelieu forma les premiers régiments de cavalerie, le troisième fut créé à partir de la compagnie de la maison de Condé. Ce régiment prit le nom d'Anguien cavalerie du nom du duc, fils aîné de la maison de Condé. Le 26 décembre 1646, alors que le régiment était employé au siège de Dunkerque, le duc prit le nom de prince de Condé, en héritant du titre. Le régiment devint alors Condé-cavalerie pour plus d'un siècle. Par ordonnance du 25 mai 1776, le comte de Saint Germain, ministre de la guerre fit passer six régiments de cavalerie aux dragons. Condé-cavalerie devint alors Condé-dragons, devenant le 11e de l'arme. Le 1er janvier 1791, la convention supprima toutes les anciennes appellations et chaque régiment reçut un numéro d'ordre déterminé d'après son ancienneté. Par suite d'une erreur du ministère, Condé-dragons, quoique plus ancien que Royal Dragons (créé seulement en 1656) ne reçut que le numéro 2.

### Guerres de 1646 à la Révolution française
Il prend part au siège et à la prise de Dunkerque (1646), au second siège de Lérida (1647), aux troubles de la Fronde (durant lesquels il passe aux Espagnols avec le prince de CONDÉ) et rentre au service du roi à la paix des Pyrénées en 1659. En 1667, il est à l'armée des Flandres, en 1668, il enlève Baccarat et Rambervillers. Puis, c'est la bataille de Maestrich en 1673, de Seneffe en 1674, la prise de Dinan, de Huy, de Limbourg et la défense de Trèves en 1675, les combats de Cassel en 1677 et de Saint-Denis en 1678.
Au cours de la guerre de la ligue d'Augsbourg, il se bat à Fleurus et à Froidmont en 1690. Lors de ce combat, il se distingue et son mestre de camp, le marquis de Toiras est cité pour avoir, avec cent cavaliers, coupé la retraite à l'ennemi. Puis il participe au combat de Leuze (19 septembre 1691) où vingt-huit escadrons français mettent en déroute soixante-douze escadrons du prince d'Orange et en 1693, à la bataille de Neerwinden, il fait partie de cette cavalerie, qui, après être restée pendant dix heures impassible sous le feu des canons ennemis, se porte en avant, décide de la victoire, et arrache à Guillaume d'Orange ce cri de fureur: « Oh !  l'insolente nation » .
De 1701 à 1713, c'est la guerre de succession d'Espagne ; Condé cavalerie est à la bataille de Friedlingen, au siège et à la prise de Kehl (1703) et à Hochstett la même année. En 1712, il se bat à Denain, participe à la prise de Spire, de Worms, de Kaiserslautern et de Landau (1713).
Après quelques années de paix, nous le retrouvons à la guerre de succession de Pologne (1733) puis de succession d'Autriche où il participe aux combats de Prague (1741-1742), de Dettingen (1743), de Raucoux (1746), à la prise de Bruxelles, de Mons, de Charleroi, et de Namur la même année et à la bataille de Lawfeld en 1747.
Au cours de la guerre de Sept Ans, il participe en 1757 au combat de Hastenbecket la bataille de Rosbach puis, en 1758, à la bataille de Krefeld.
En 1776, Condé cavalerie passe dans l'arme des dragons et devient Condé-dragons.
Au moment où éclate la révolution, le régiment est en garnison à Metz et à Épinal.

### Guerres de la Révolutionetguerres napoléoniennes(1792-1815)

Etendards et guidons du 2e régiment de dragons de 1791 à 1804
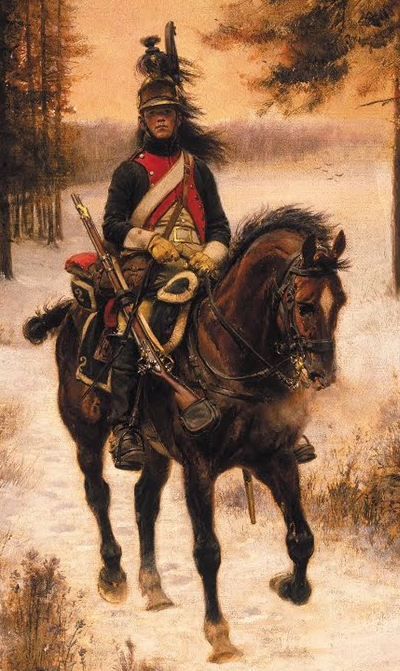
Dragon du 2e régiment durant les guerres napoléoniennes
Dragon du 2e régiment de 1791 à 1815

- 1792 : combat de La Croix-aux-Bois, bataille de Valmy
- 1793 : batailles de Neerwinden, Wattignies et Cholet
- 1794 : pont de James
- 1795 : batailles de Benthiem et Rimbulen
- 1796 : batailles de Siegburg, Bamberg, Wolfering, et Wurtzbourg
- 1799 : batailles de Niederaken, Stockach et Zurich[Laquelle ?]
- 1800 : batailles de Biberach, Ampfingen, Mannheim et Hohenlinden
- 1805 : batailles de Wertingen, Albeck, Ulm et Austerlitz
- 1806 : campagne de Prusse et de Pologne
  - Bataille d'Iéna
  - Bataille de Golymin
- 1807 : batailles d'Eylau, Heilsberg et Friedland
- 1808 : bataille de Tudela, siège de Saragosse
- 1809 : batailles d'Uclès, Medellin, Wagram, Talavera de la Reina, Almonacid
- 1810 : bataille de Bussaco (Portugal)
- 1811 : bataille de Chiclana (Espagne), siège d'Elvas (Portugal)
- 1813 : campagne d'Allemagne
  - Siège de Koenigsberg
  - Une partie du régiment est alors en Espagne et participe à la bataille de Vitoria
  - Bataille de Dresde
  - bataille de Leipzig
  - Bataille de Hanau
  - Combats de Sainte-Croix-en-Plaine
- 1814 : campagne de France
  - Bataille de Rambervillers
  - Bataille de Saint-Dizier[Laquelle ?]
  - Bataille de Brienne
- 1815 : campagne de Belgique
  - Bataille de Waterloo ; durant la retraite, le régiment attaque et bat un corps prussien à Senlis. Envoyé ensuite à l'armée de la Loire.

Entre 1808 et 1814, le 2e RD eût 12 officiers tués au combat, 4 officiers morts de la suite de leurs blessures et 61 officiers blessés.

### RestaurationetSecond Empire

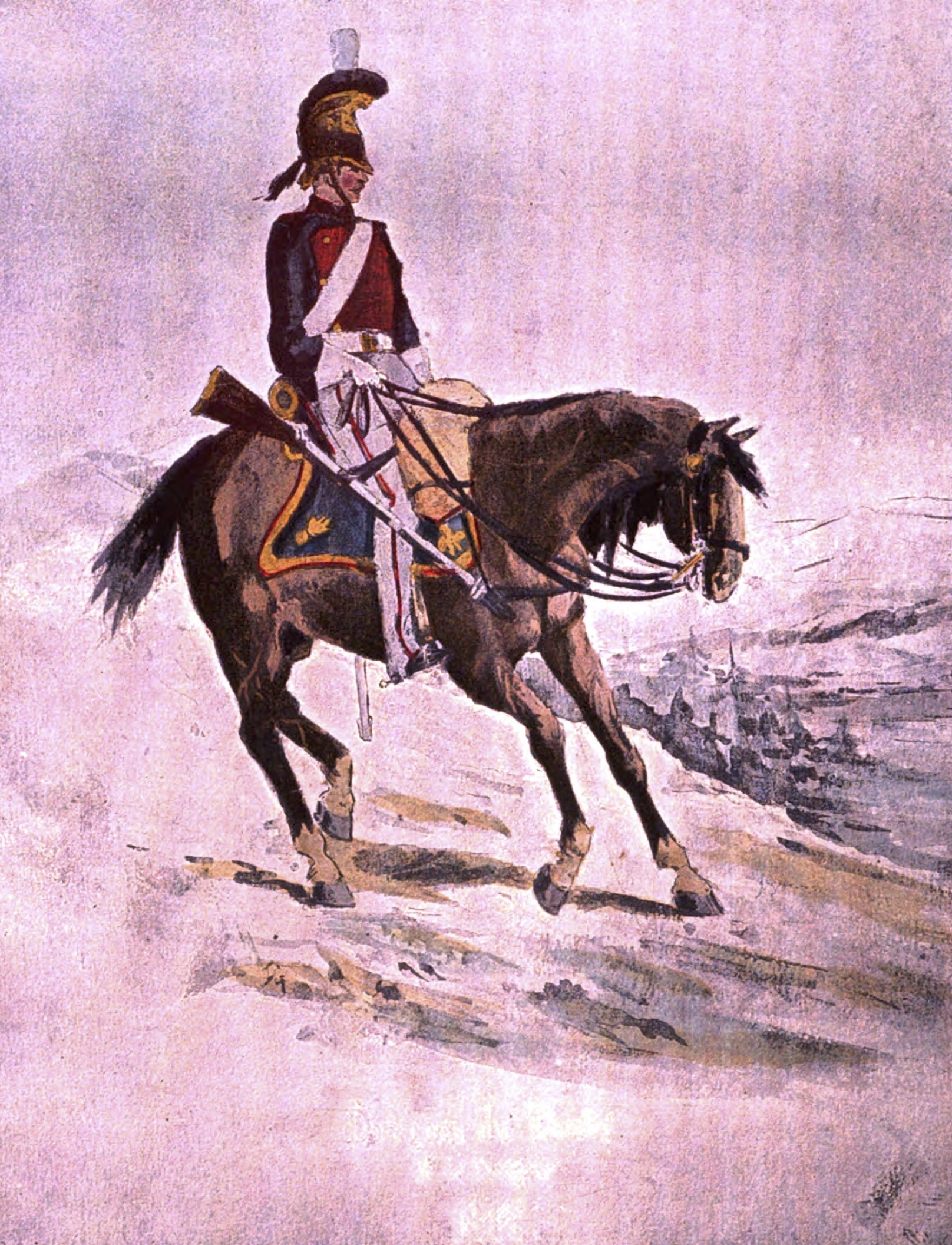
Cavalier du régiment de dragons du Doubs en 1816.

Dragon du 2e régiment en 1876.

- 1823: expédition d'Espagne
  - Combat de Chiclana

- Guerre franco-prussienne de 1870
  - Bataille de Borny-Colombey
  - Bataille de Mars-la-Tour
  - Bataille de Noisseville
  - Siège de Paris

### Première Guerre mondiale

#### Ordre de bataille initial
Le 2e régiment de dragon est membre, avec le 14e régiment de dragons, de la 6e brigade de dragons commandée par le général Laperrine.
La 6e brigade de dragons fait partie de la 6e division de cavalerie (1re armée) sous les ordres du général de Mitry.

#### 1914
L'année 1914 fournit au régiment l'occasion de s'illustrer à nouveau, tant à Rozelières (Lorraine) le 25 août 1914, où il tient tête à la ruée des Bavarois, qu'à Zonnebeke (Belgique), le 22 novembre 1914, où son sacrifice arrête la marche foudroyante de la garde prussienne sur Ypres.

##### août
Au moment de la mobilisation, le 2e régiment de dragons dépend 6e brigade de dragons et de la 6e division de cavalerie. Le 1er août 1914, le régiment s'embarque à Lyon, l'embarquement s'échelonnant de 6 heures (1er train) à 12 heures (4e train). Le 2 août, il débarque à Châtel-sur-Moselle, de 0h15 (1er train) à 5h30 (4e train). La 6e division de cavalerie se rassemble à 2 kilomètres au nord de Hadigny-les-Verrières et est immédiatement envoyée occuper les ponts de la Meurthe. Le régiment est chargé de tenir ceux d'Azerailles, de Flin et de Chenevières.   
Du 4 au 8 août, la division de cavalerie se tient en surveillance à l'est de la forêt de Mondon, vers Notre-Dame-de-Lorette. Le régiment cantonne à Herbeviller et Ogeviller. Le 5 août, une reconnaissance d'officier (lieutenant Vidart) envoyée sur Rechicourt entre en contact avec l'ennemi à hauteur d'Avricourt. Le lieutenant Vidart et le dragon Payen sont blessés et faits prisonniers.   
Le 9 août, la 6e brigade de dragons, en dispositif d'attaque, entre Reillon et Chazelles, essuie le feu assez violent d'une batterie ennemie.   
Du 10 au 13 août, la division du régiment, tout en continuant à effectuer des patrouilles à l'est de la forêt de Mondon, se replie le soir sur la Meurthe. Le régiment cantonne à Saint-Clément. Le 14 août, la 6e division de cavalerie retourne dans la région de Blémerey.   
Le 15 août, un corps de cavalerie (6e D.C., 7e D. C. et 10e D. C.) est constitué sous le commandement du général Conneau. Le 16 août, le régiment prend un cantonnement de repos à Ogeviller. Le 17 août, le C. C. marche sur Sarrebourg. Le régiment franchit la frontière entre Igney et Foulcrey et cantonne à Saint-Georges en Moselle.   
Le 18 août, la division débouche à 8 heures sur le plateau au sud de Sarrebourg. Elle est accueillie par une forte canonnade et se replie vers le Poirier de Xouaxange. Le régiment cantonne à Landange. Le 19 août a lieu la bataille de Sarrebourg. La 6e division de cavalerie se tient dans les environs de Kerprich-aux-Bois. Le 20 août, la division suit le mouvement de repli du 7e corps d'armée et cantonne à Foulcrey. Elle cesse, à partir de ce moment-là, de faire partie du corps de cavalerie.   
Le 21 août, le 1er demi-régiment est engagé avec un escadron et une compagnie cycliste marchant de Moussey sur Bechicourt. Le régiment cantonne à Ogeviller. Du 22 au 25 août, le mouvement de repli continue par Saint-Clément, Seranville, Loromontzey. Le 24 août, le cavalier Robert du 2e escadron est porté disparu présumé blessé.   
Le 25 août, le régiment participe à pied au combat de Rozelieures, engagé par le 16e corps d'armée, contre l'infanterie allemande qui cherche à percer la ligne de front dans la direction de Charmes. Le 4e escadron et la section de mitrailleuse occupent la corne nord-ouest du bois de Lalau. Le 1er demi-régiment (avec les cyclistes de la division) tient la lisière nord-est de ce bois, en liaison avec le 2e bataillon de chasseurs. Les fractions des 17e et 22e régiments d'infanterie bavaroise de la 6e armée allemande, parvenues jusqu'à la lisière du bois, sont repoussées à la baïonnette par les cyclistes. Lors de ce combat, le capitaine Chaix-Bryan, le brigadier Gaixet du 2e escadron ainsi que les cavaliers Loup et Champon du 1er escadron sont tués. De nombreux autres militaires du régiment sont blessés dont le capitaine Verots et le lieutenant La Bâtie du 1er escadron. Dans la soirée, le régiment, « qui a réussi à empêcher l'ennemi de déboucher du village de Rozelieures » (ordre du général commandant la 6e armée, n° 593), est relevé par des éléments du 210e régiment d'infanterie et va cantonner à Bainville-aux-Miroirs.   
Du 26 août au 6 septembre, le régiment prend part à plusieurs actions entre Remenoville et Seranville. Il cantonne à Saint-Boingt. Le 26 août, deux pelotons du 3e escadron et tout le 4e escadron, suivis par les 1er et 2e escadrons, chargent en fourrageurs à l'est de Remenoville. Ils forcent ainsi l'ennemi à évacuer le bois du Haut-du-Mont. Au cours de cette action, le cavalier Perrin du 3e escadron est tué.

##### septembre
Le 7 septembre, la 6e brigade de dragons est placée sous les ordres du général commandant le groupement des Vosges, et le régiment cantonne à Chenimenil. Le 8 septembre, la brigade repasse sous le commandement du général commandant la 6e division de cavalerie. Le 9 septembre, le régiment s'embarque par train à Darnieulles et débarque à Brienne-le-Château à 20 heures.   
Le 10 septembre, un corps de cavalerie constitué des 6e et 9e divisions de cavalerie, sous le commandement du général de l'Espée, reçoit la mission de poursuivre l'ennemi en retraite dans le cadre de la bataille de la Marne. Il installe son cantonnement à Nogent-sur-Aube. Le lendemain, il atteint Mairy-sur-Marne et continue sa poursuite le 12 septembre où la division de cavalerie se porte sur Marson, Coupeville, Moivre puis Herpont. Le 1er demi-régiment, constitue l'avant garde de la 6e division. Il capture deux prisonniers aux 12e corps saxon et signale deux régiments d'infanterie et deux batteries allemands se repliant au nord de Poix. La zone est encore fortement marquée par la présence allemande et le régiment subie une violente canonnade l'obligeant à se replier, avec sa division, vers le sud. Dans le cadre de ces opérations plusieurs cavaliers sont blessés. Le soir le régiment établie son cantonnement à Dommartin-sur-Yèvre.
Du 13 au 16 septembre, la 6e division de cavalerie effectue des reconnaissances dans la région de Suippes, sans pouvoir progresser. Dans le cadre de ces opérations, le 13 septembre, le cavalier Villemin du 4e escadron est tué en Lorraine et le 15 septembre, les cavaliers Faure et Dupont (2e escadron) sont blessés. Du 17 septembre au 1er octobre, la division est mise au repos à la disposition du général de Langle de Cary, commandant la 4e armée. Le 2e régiment de dragons cantonne à Moncetz (5 km sud-est de Châlons) puis à Saint-Germain-la-Ville.

##### octobre
Le 2 octobre, la division se dirige sur Fère-Champenoise, où elle embarque le 3 octobre en direction du nord dans le cadre de la course à la mer. Elle débarque à Hazebrouck où la division intègre la composition du 2e corps de cavalerie composé de la 4e, 5e et 6e division de cavalerie. Le régiment est directement engagé entre Caestre et La Rouge-Croix, pour couvrir le débarquement de la division, car des forces importantes de cavalerie et d'artillerie allemandes sont signalées dans le secteur du Mont des Cats. Le cavalier Michel du 2e escadron est tué à Caestre.
Du 5 au 9 octobre, la division a pour mission de réaliser la couverture des troupes qui débarquent à Saint-Omer, Aire-sur-la-Lys et Béthune. Le régiment tient l'avant-postes à l'est et au sud-est d'Hazebrouck.
Dans ce cadre, le 8 octobre, une soixantaine de cyclistes allemands tentent d'atteindre la gare d'Hazebrouck, mais ils sont repoussés par le 2e escadron et un peloton du 3e escadron. Le 9 octobre, le régiment et une compagnie d'infanterie occupent le village de Borre. Des troupes ennemies de toutes armes menacent de contourner la position par le nord. Les assaillants sont repoussés, mais la 6e division de cavalerie reçoit l'ordre de se déplacer vers l'ouest pour couvrir Saint-Omer. Le régiment cantonne à Lynde.   
Le 11 octobre, le régiment soutient un mouvement offensif du 14e régiment de dragons sur l'écluse de la Rade (à 4 kilomètres au sud-est d'Estaires) et cantonne à Busnes. Du 12 au 14 octobre, la division poursuit son mouvement vers l'est, avec les affrontements du Pont-Rondin et de Vieux-Berquin. Le maréchal des logis Marchiani du 4e escadron et le cavalier Clavelloux du 1er escadron sont tués dans ces combats. Le 15 octobre, le régiment participe à l'attaque et à la prise de Sailly-sur-la-Lys. Le 16 octobre, le corps de cavalerie se déplace dans la région d'Ypres. Le régiment établit la liaison avec les fusiliers marins à Dixmude et cantonne à Saint-Hubert. Le 17 octobre, il cantonne à Ypres et le 18, il occupe Roulers.   
Le 19 octobre, Roulers étant fortement attaqué, la division se replie vers l'ouest. Le régiment (en arrière-garde) suit le mouvement en combattant pied à pied à Reygern, Oostnieuwkerke et Westroosebeke. Le 20 octobre, le mouvement de repli se poursuit vers Passchendaele et Saint-Julien. Les 21 et 22 octobre, le régiment tient le canal de l'Yser au sud de Noordschote. Le 23 octobre, la division rejoint un groupement formé de la 17e division d'infanterie et des 6e et 7e D.C., sous les ordres du général Dubois. Elle est relevée par la 5e D.C. et se dirige sur Zonnebeke. Du 23 octobre au 1er novembre, des combats ont lieu entre le bois du Polygone et Broodseinde. La 6e brigade de dragons, les cyclistes et l'escadron à pied ont pour mission de servir de réserve aux troupes occupant les tranchées à l'est de Zonnebeke. Le gros du régiment cantonne aux Trois-Rois (à 2 kilomètres au sud d'Ypres).

##### novembre
Le 2 novembre, la brigade reçoit l'ordre de prendre la place, avant le jour, des troupes occupant les tranchées à l'est de Zonnebeke, avec la mission de retarder le mouvement d'importantes colonnes allemandes marchant sur Ypres. À 5 heures, les unités sont disposées de la manière suivante : le 4e escadron du 2e Dragons à droite en liaison avec les anglais du corps expéditionnaire britannique, puis de droite à gauche, le 3e escadron, le 2e escadron au côté du 1er demi-régiment du 14e régiment de dragons. Enfin le 1er escadron est en liaison à gauche avec le 135e régiment d'infanterie. Le 2e demi-régiment du 14e régiment de dragons est en soutien en arrière. Ces éléments, faute d'approvisionnement suffisant, ne dispose ni d'outils ni de baïonnettes et d'un nombre très réduit de munitions. Dès 6 heures, ils sont soumis à un feu d'artillerie très meurtrier. À 8 heures, le commandant des Michels, commandant le 1er demi-régiment est tué dans son poste de commandement avec ses agents de liaison. À 10 heures, le bombardement paraît diminuer d'intensité, mais à 11h50, il reprend de nouveau. Les tranchées sont retournées par les obus et les morts et blessés s'accumulent. Le 3e escadron, puis le 4e escadron, reçoivent l'ordre de prendre une position de repli. Au cours de ce mouvement, les deux capitaines et le chef d'escadrons du 2e demi-régiment sont également blessés. Le 1er demi-régiment se maintient encore quelque temps sur la position, mais à court de cartouches et menacé d'un débordement sur sa gauche, il doit se replier à son tour avec le demi-régiment du 14e Dragons. Des fractions du 1er demi-régiment tombent entre les mains de l'ennemi à ce moment-là.
À 14h30, le régiment, qui « s'est sacrifié héroïquement jusqu'à épuisement de tout moyen de résistance » (Ordre du général Manoury commandant la 6e armée, n° 593), n'est plus composé que d'une quarantaine d'hommes. Ces derniers combattants sont relevés par une compagnie du 77e régiment d'infanterie. Ils vont tenir la lisière est de Zonnebeke à la gauche du 3e escadron du 7e régiment de cuirassiers. À 20 heures, ils reçoivent l'ordre de rentrer à Ypres, où ils arrivent à 22 heures.   
Le 3 novembre, à la suite des pertes subies la veille, le régiment, fortement éprouvé par les combats, va se reconstituer et se reposer à Vlamertinghe, puis dans la région d'Aire, enfin dans celle de Compiègne. La division cesse alors de faire partie du 9e corps d'armée du général Dubois.   
Le 25 novembre, le régiment, cantonné dans l'Oise à Saint-Sauveur et Sainte-Marie, est en réserve générale, rattaché à la 6e armée.

##### décembre
Le régiment reste en cantonnement de repos dans l'Oise tout le mois de décembre.  

#### 1915
En 1915, le 2e régiment de dragons, combattant désormais à pied, est engagé successivement en Alsace, en Artois, dans les Vosges, sur la Meuse avant de participer à la Seconde bataille de Champagne.

#### 1918
Au printemps 1918, l'unité participe à la défense contre les offensives allemandes dans les Flandres, sur l'Aisne, l'Ourcq, puis aux contre-attaques de l'été. Quatre noms de victoires : La Mortagne - 1914, Ypres -1914, Flandres - 1918, Champagne - 1918, viennent s'inscrire à son étendard décoré de la croix de Guerre 1914 - 1918, avec deux palmes et deux étoiles. Les 2e et 4e escadrons sont cités à l'ordre de l'armée.

### Entre-deux-guerres
Après l'armistice de 1918, le 2e régiment de dragons rentre à Lyon, sa garnison de 1914, où il sera dissous le 1er novembre 1928.

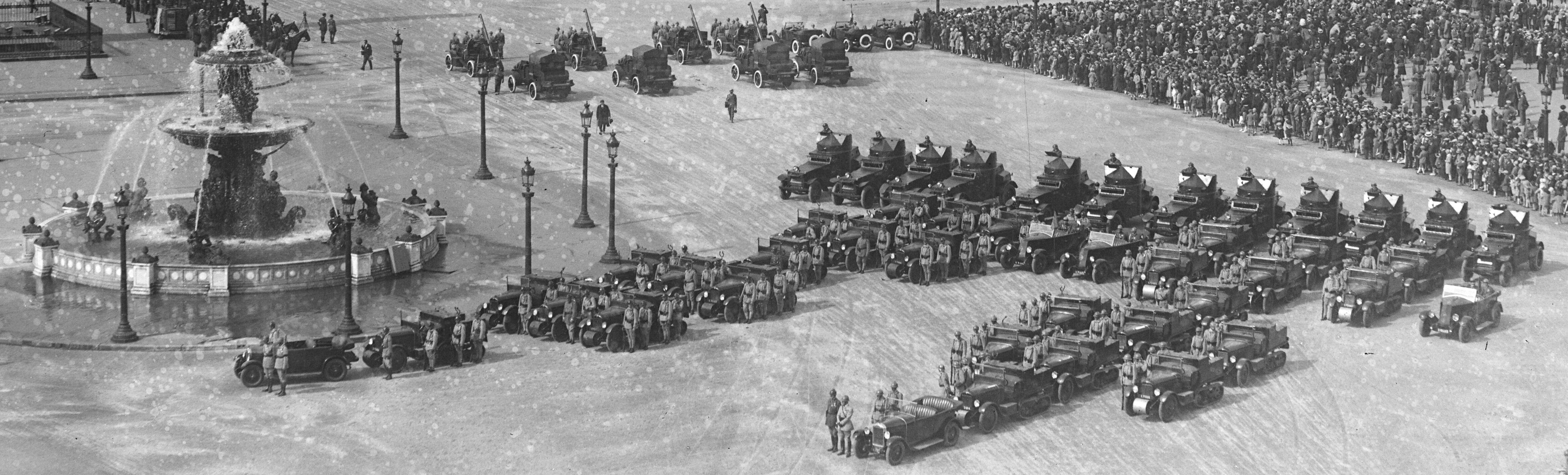
Escadron porté du 2e BDP (sur Citroën-Kégresse P10), place de la Concorde le 14/7/1930.

Le régiment est recréé le 5 mai 1929 sous le nom de 2e bataillon de dragons portés et prend ses quartiers à Paris, à l'École militaire, rattaché à la 3e division de cavalerie.

### Seconde Guerre mondiale
En 1939, ce bataillon fait partie de la 3e division de cavalerie. Dès le 26 août, il quitte l'École Militaire où il tient garnison, pour rejoindre  la  base de  concentration  de sa  division, Il forme brigade avec le 3e régiment d'automitrailleuses (3e RAM). Le  1er décembre 1939, le 2e bataillon de dragons portés devient le 2e régiment de dragons portés. Il est équipé de 442 véhicules dont 20  AMR 33 issus du 3e régiment d'automitrailleuses, 114 side-cars, 50 motos et 126 véhicules « tout terrain ».
Il est alors constitué avec deux bataillons, chacun avec un escadron mixte AMR/motos (1er et 4e escadrons), un escadron de fusiliers voltigeurs (2e et 5e) et un escadron de mitrailleuse et d'engins (3e et 6e).
Lors de la transformation des divisions de cavalerie en février 1940, il forme avec le 3e RAM la 13e brigade légère mécanique de la 3e division légère de cavalerie (désignée 3e division légère jusqu'au 3 mars), rattachée à la 3e armée. En cas d'intervention au Luxembourg, cette division doit y entrer pour ralentir les Allemands et permettre l'exécution des destructions prévues. En attendant, le régiment stationne à Russange (Ier bataillon) et Rédange (IIe bataillon).
Au 10 mai 1940, il est organisé comme suit :
- Chef de corps : chef d'escadrons L’Hotte
- I/2e RDP : commandant Henriet
  - 1er escadron mixte AMR/motos (avec deux pelotons de cinq AMR 33[12]) : capitaine de Beaumont
  - 2e escadron de fusiliers : capitaine Farnier
  - 3e escadron de mitrailleuse : capitaine Van Aertselaer
- II//2e RDP : commandant Larger, capitaine Thoreau
  - 4e escadron mixte AMR/motos (avec deux pelotons de cinq AMR 33[12]) : capitaine de Royère
  - 5e escadron de fusiliers : lieutenant de Montille
  - 6e escadron de mitrailleuse : lieutenant Clavel

### Campagne de 1940
Le 10 mai 1940, les Allemands envahissent le Luxembourg selon le plan Jaune. Le 2e RD pénètre sur le territoire du grand-duché, arrivant au niveau d'Esch-sur-Alzette sans pouvoir rejoindre Luxembourg occupée par les Allemands. Le IIe bataillon est chassé le 11 du centre-ville d'Esch et décroche le lendemain. Le Ier bataillon prend Mondercange avant de se replier derrière la ligne Maginot. Du 12 au 14, le régiment couvre le repli de l'infanterie vers Longwy, subissant notamment des pertes à cause de tirs amis.

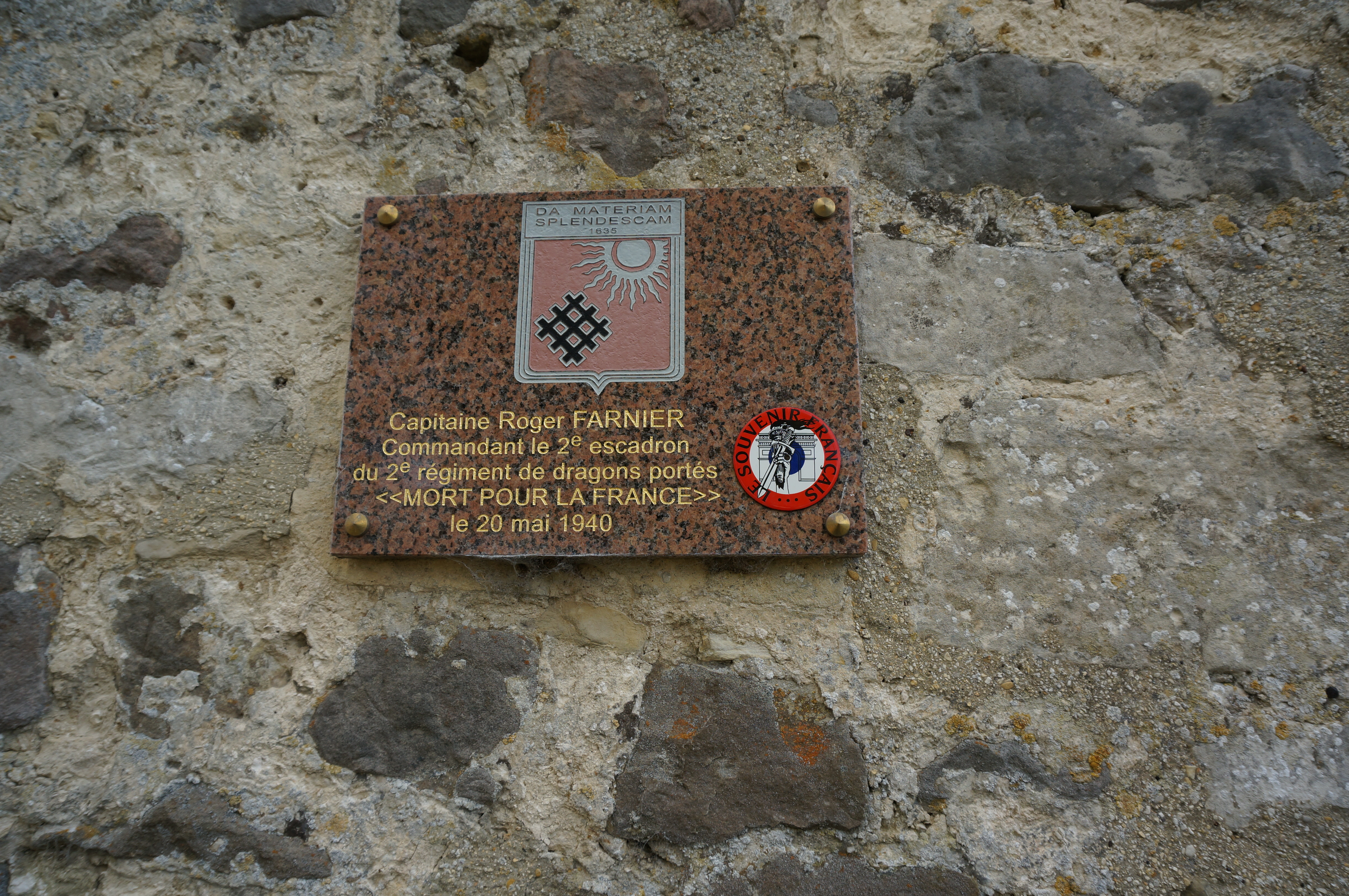
Plaque commémoratice au capitaine Farnier commandant le 2e escadron à l'église de Leuilly

À la suite de la percée de Sedan, le régiment est transféré dans l'Aisne à Sissonne, Liesse et Marchais. Il soutient la contre-attaque à Montcornet menée le 17 mai 1940 par la 4e division cuirassée du colonel de Gaulle. Dans l'Aisne, les dragons souffrent des bombardements allemands. Menacé par l'avance allemande, le régiment passe derrière la ligne de défense montée par l'infanterie sur l'Ailette. Couvrant avec son escadron renforcé le mouvement de retrait, le capitaine Farnier est tué à Leuilly-sous-Coucy le 20 mai.
Le régiment rejoint à partir du 22 la Somme. Il s'installe à Longpré et Ailly le long de la Somme, en lien avec la 1st Armoured Division. Le régiment combat les Allemands mais le gros de leurs forces est alors engagé autour de Dunkerque et les Allemands ne lancent pas d'attaques massives. Le bataillon est mis au repos du 1er au 4 juin.
L'attaque allemande sur la Somme est lancée le 5 juin 1940 et le 2e RD repart vers le front. Aux côtés de la 40e division d'infanterie et du 11e GRCA, le régiment défend Hallivillers, Tronchoy et Thieulloy pour bloquer la progression du Panzergruppe Hoth  vers Beauvais et Rouen.
Le régiment combat en retraite jusqu'au 17 juin.
Le 13 juin, le 128e GRDI rejoint le II/2e RD très affaibli. Les deux bataillons du régiment ne comptent alors plus que deux escadrons mixtes réduits.

#### Armée de Vichy

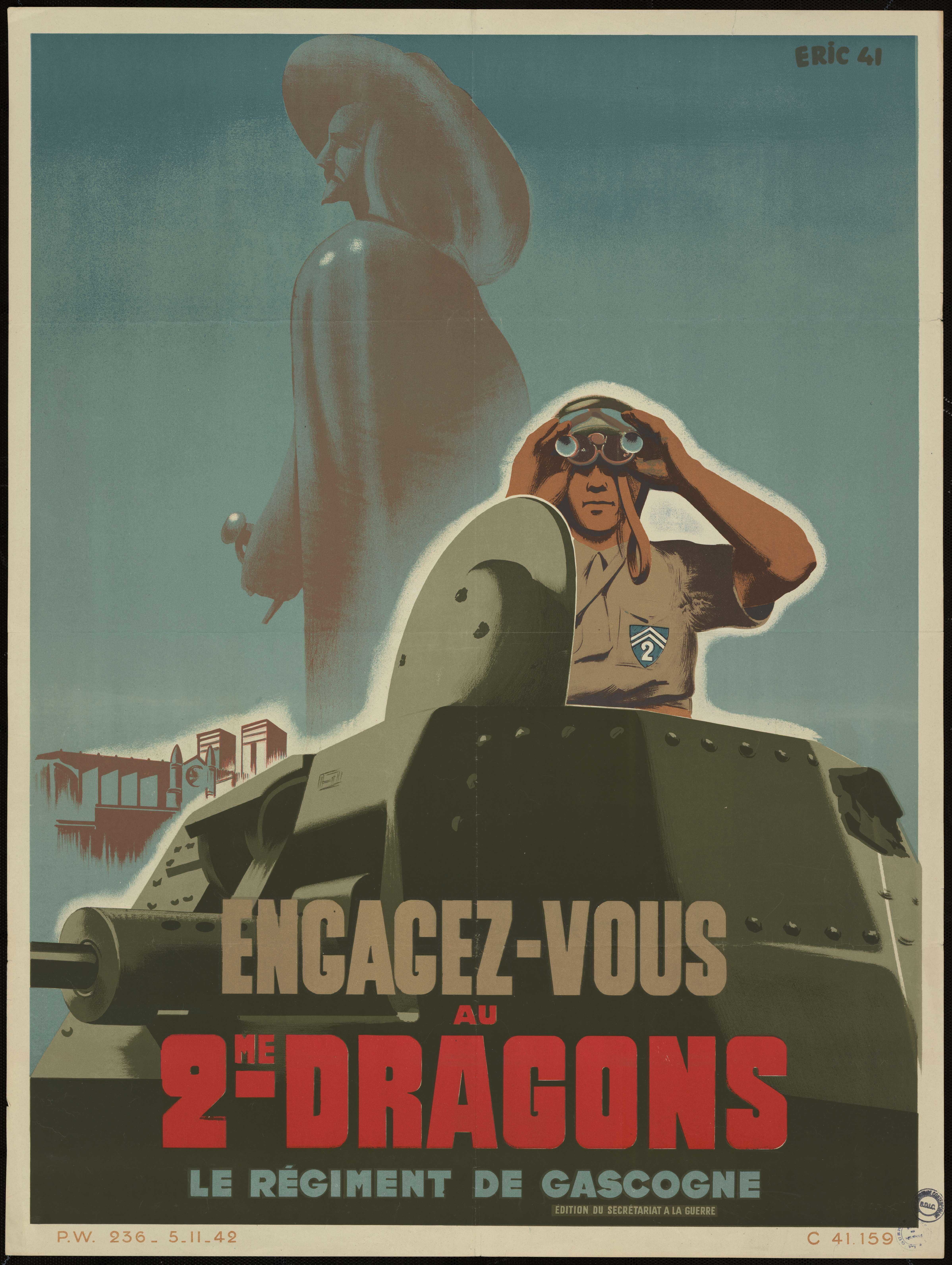
Affiche de recrutement pour le 2e régiment de dragons de l'Armée de Vichy.

Reformé à Auch en septembre 1940, il est maintenu dans l’Armée d'armistice. Il forme le régiment de cavalerie attaché à la 17e division militaire (Toulouse). Un tel régiment regroupe deux escadrons montés, deux escadrons à cheval, trois escadrons cyclistes (équipés notamment de mitrailleuses et de mortiers de 81) et d'un escadron d'AMD Panhard 178 privées de canon antichar.
Le régiment est dissous le 27 novembre 1942 après l’invasion allemande de la Zone Libre et le sabordage de la flotte française à Toulon ; la nuit du 29, lors de la cérémonie d'adieux au drapeau, le colonel Schlesser fait prêter serment aux dragons, réunis en civil dans la caserne, de se rassembler autour du drapeau à l'appel de la patrie.

### Reformation en Afrique
Une partie importante du régiment passe en Afrique du Nord, par l'Espagne (prisons de Pampelune, Saragosse, Lérida, Figueras, Miranda, Arnedillo). Le capitaine de Neuchèze reste pour organiser la résistance. Il s'évade avec l'étendard le 29 septembre 1943 à bord du sous marin français Aréthuse à partir de la plage de Ramatuelle (Var) vers l'Afrique du Nord[réf. souhaitée].
La recréation du 2e régiment de dragons est décidée le 18 novembre 1943, à partir de trois escadrons du 2e régiment de spahis algériens, renforcés par les dragons venus de métropole et des spahis du 6e régiment de spahis algériens. Le régiment est prévu du type régiment de chasseurs de chars (Tank Destroyers) le 7 décembre 1943. Il est à l'instruction à Saint-Denis-du-Sig à partir du 24 janvier 1944.

### Libération et entrée en Allemagne

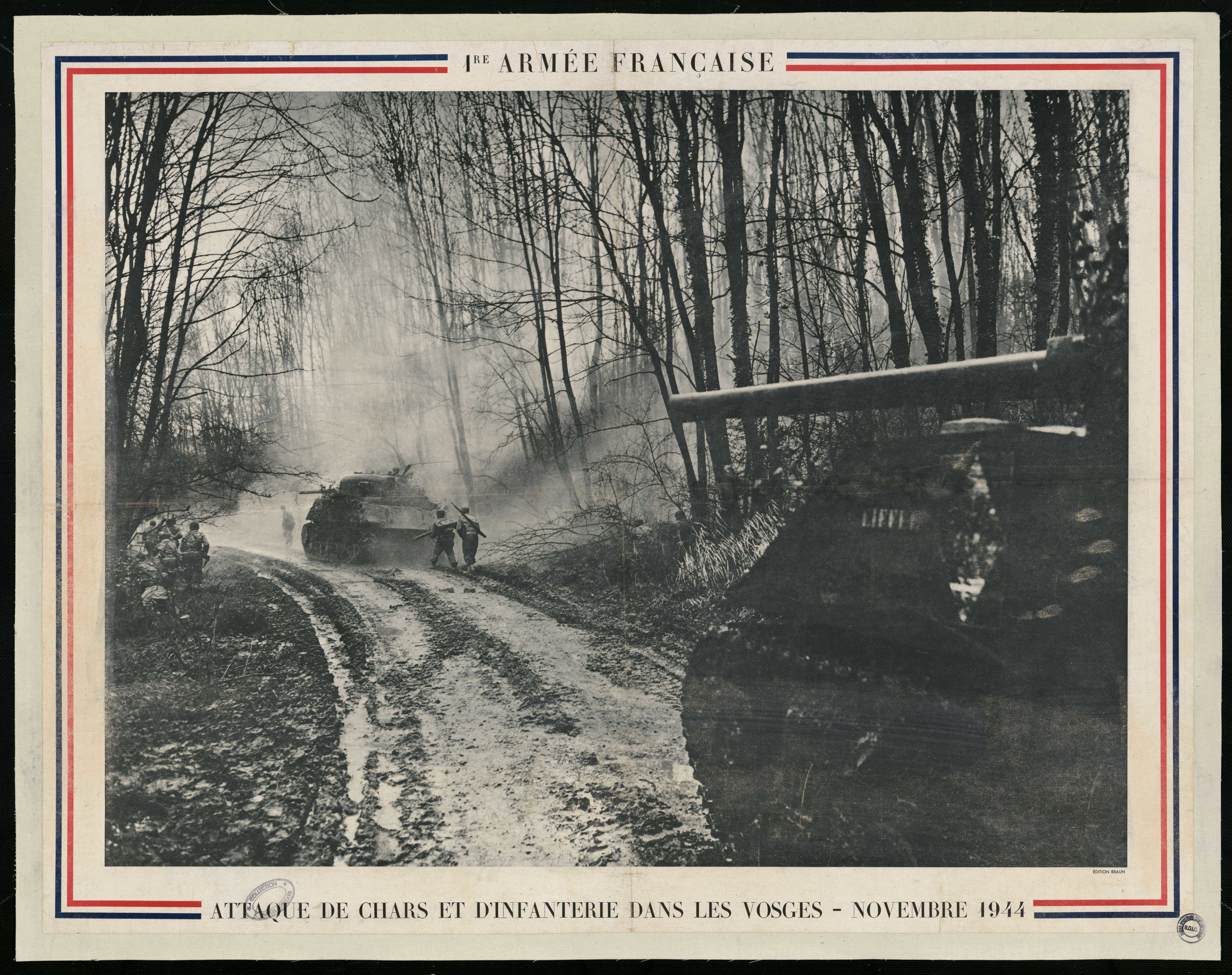
Chasseurs de chars M10 appartenant probablement au 2e dragons dans les Vosges en novembre 1944.

- 30 août 1944 : débarquement de Provence
- du 8 au 10 septembre 1944 : combats à Autun
- 10 septembre 1944 : jonction à Saulieu avec le U.S. 86th Cavalry Reconnaissance Squadron (Mechanized)[16],[17].
- 1944 : campagnes des Vosges, du Doubs, d'Alsace

- 1er avril 1945 : Passage du Rhin à Germersheim, combats en Forêt-Noire
- 1945 : progression en direction de Constance
- 1945 : occupation de l'Autriche (Innsbruck, Schwaz)

### De 1945 à nos jours

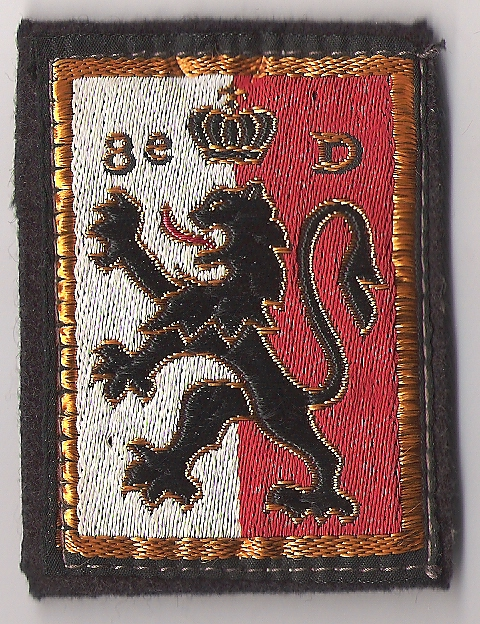
Insigne de bras droit de la 8e DI

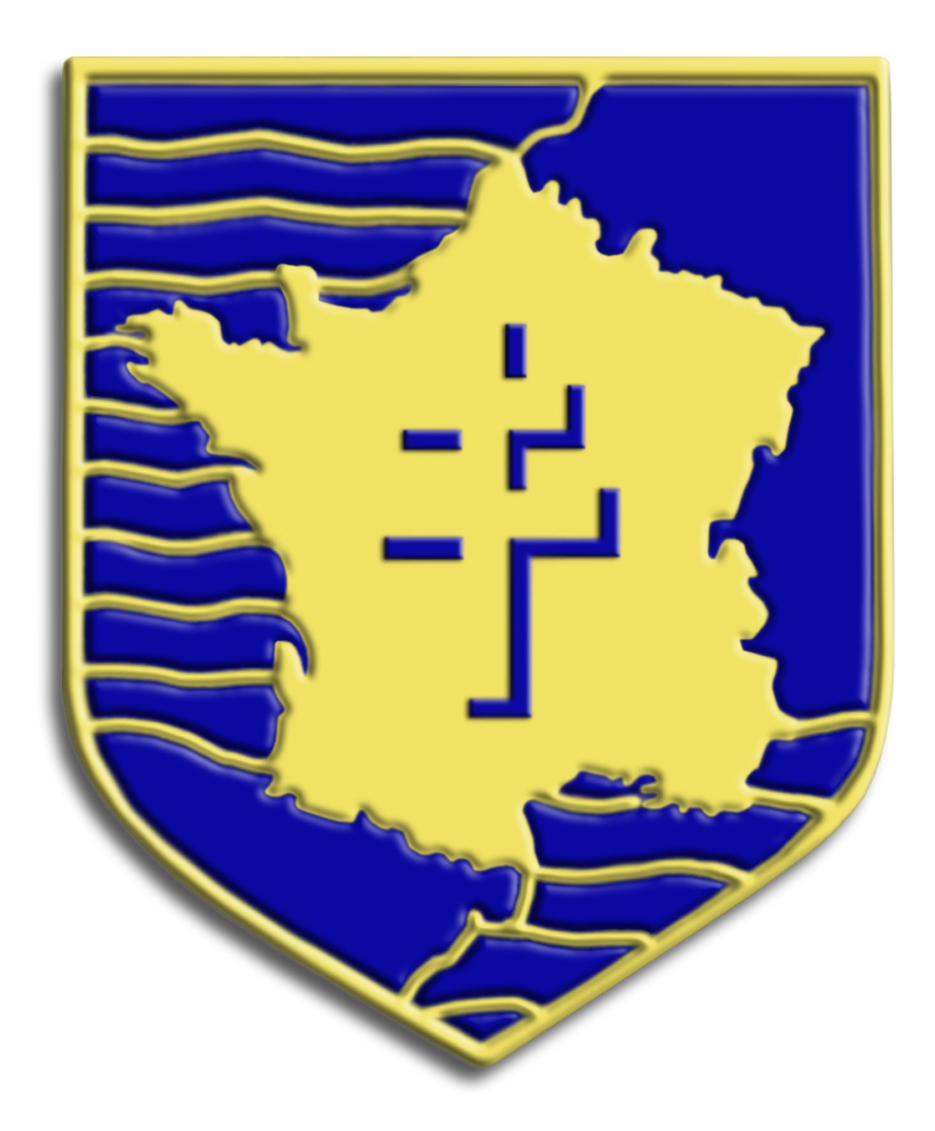
Insigne de bras droit de la 2e DB

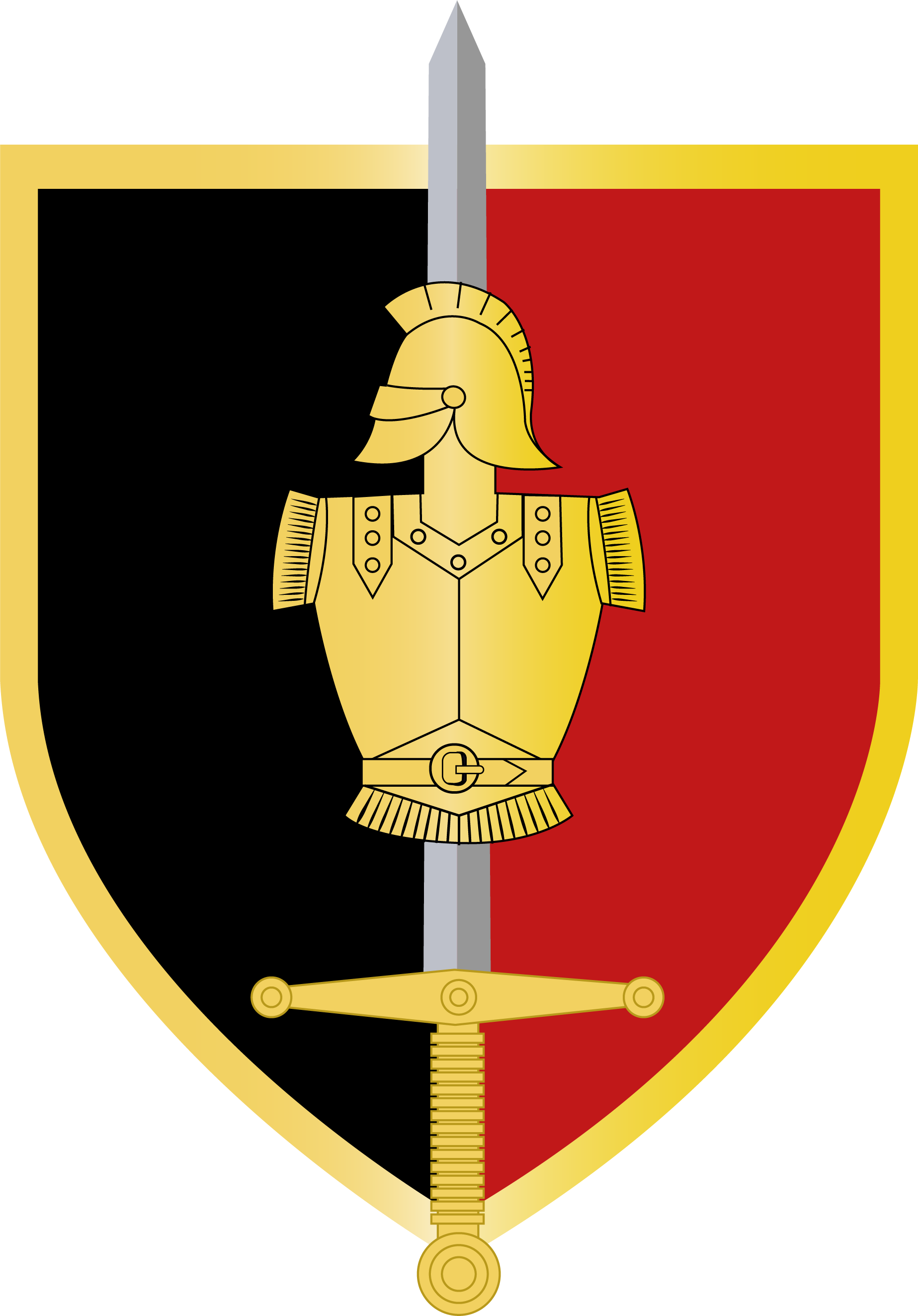
Insigne de bras droit de la BGEN

- 1957-1961: Algérie (84 officiers, sous-officiers et dragons tués).
- 1961-1984 : garnison à Haguenau (Bas-Rhin). En garnison à Haguenau, le 2e RD est le régiment de chars de la 6e brigade mécanisée de la division 59 puis de la division 67. La  brigade mécanisée de la division 59 prévoit un régiment de chars à trois escadrons de chars AMX 13 et un escadron de chars AMX 13 SS 11. Le régiment de chars de la division 67, chars AMX 30 ou chars M 47, est structuré autour de trois escadrons de chars de 13 chars et un escadron porté sur VTT AMX 13. Le 2e RD devient en 1976 régiment de chars de la 6e division blindée. Il est alors renforcé d'un escadron de chars. La réorganisation de l'Armée de terre de 1984 implique la dissolution de la 6e division blindée et le changement de subordination des formations de la 6e DB. Le 2e RD, transféré à Laon-Couvron, devient régiment de chars de la 2e division blindée. Le régiment comporte alors trois escadrons de 17 chars.
- 1984-1997 : le 2e régiment de dragons est donc l'un des trois régiments de chars de la 2e division blindée avec le 6e régiment de cuirassiers et le 501e RCC. Le régiment tient donc garnison au « Quartier Mangin », sur l'ancienne base aérienne de Laon-Couvron de 1984 à 1997 jusqu'à sa dissolution suivie de sa recréation en 1997 au camp de Fontevraud.
- 1997 : le 2e RD est installé au camp de Fontevraud, et est l'un des deux régiment de chars de la 2e brigade blindée avec le 6-12e régiment de cuirassiers. Le 6-12e régiment de cuirassiers, organisé en régiment à deux groupes d'escadrons, ainsi que le 2e régiment de dragons sont lors équipés de chars Leclerc.
- 1er juillet 2005 : devient régiment NRBC par fusion avec le groupe de défense NBC. Il est alors directement rattaché au commandement des forces terrestres.
- 2016 : rattaché à la 3e division.
- 2020 : dans le cadre de l'opération Résilience, le régiment est amené à participer à des opérations de conseil d'entreprises pour les actions de désinfection[18]. Le régiment est également investi dans la désinfection des équipements militaires contaminés comme le porte-avions Charles de Gaulle, le porte-hélicoptères Tonnerre ou encore les hélicoptères militaires ayant transporté les patients en Allemagne[19].
- 2024 : le 2e régiment de dragons a assuré, en collaboration avec d'autres unités et les forces de sécurité intérieure, la sécurisation des Jeux olympiques d'été de 2024 et Jeux paralympiques d'été de 2024. Le régiment a, en effet, déployé un escadron d'une centaine d'hommes en région parisienne pour mener des missions de reconnaissance NRBC (avant et pendant les épreuves)[20].
- 11 septembre 2024 : la brigade du génie est rétablie lors d'une cérémonie aux Invalides. Une seconde cérémonie, le 1er novembre de cette même année, consacre l'intégration officielle du régiment au sein de cette brigade.
- 11 novembre 2024 : le 6e escadron de réserve a été recréé à Fontevraud-l'Abbaye au cours d'une cérémonie[21].
- 2025 : le 1er escadron devient officiellement l'École des Dragons, consolidant son rôle dans la formation spécialisée des nouvelles générations de dragons. Cette évolution s’inscrit dans la réorganisation interne du régiment pour mieux répondre aux défis opérationnels contemporains.

## Étendard
Il porte, cousues en lettres d'or dans ses plis, les inscriptions suivantes, :
- Valmy 1792
- Zurich 1799
- Hohenlinden 1800
- Austerlitz 1805
- Iéna 1806
- La Mortagne 1914
- Ypres 1914
- Flandres 1918
- Champagne 1918
- Autun 1944[24]
- Forêt-Noire 1945
- AFN 1952-1962

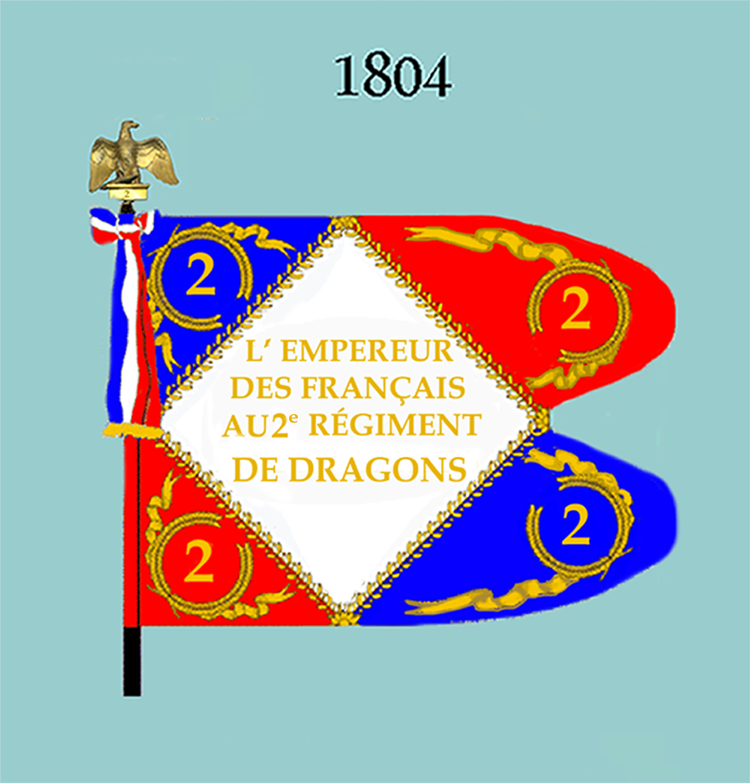
Étendard modèle 1804 avers
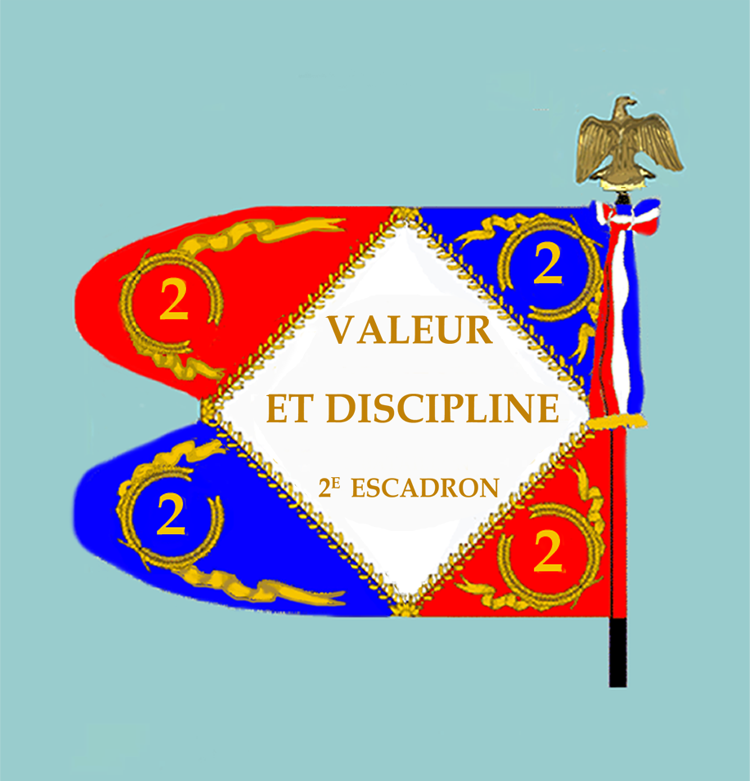
Étendard modèle 1804 revers

## Insigne et Devise
L'insigne se compose d'un dragon ailé noir tenant dans ses serres l'étendard d'Anguien - Cavalerie porteur du soleil et du bûcher. Dans le bas de son support d'émail bleu est gravée l'appellation « Condé dragons » que portait le régiment quand il devint pour la première fois « 2e Régiment de dragons ».
La devise du régiment du Grand Condé  est la suivante : « Da materiam splendescam », qui est traduite habituellement par « Donnez m'en les moyens et je resplendirai ». Mais cette formule est néanmoins trop littérale, une traduction plus exacte étant plutôt: « Donnez-moi l'occasion de briller », correspondant plus à l'esprit de la famille du Grand Condé.

## L'étendard évadé

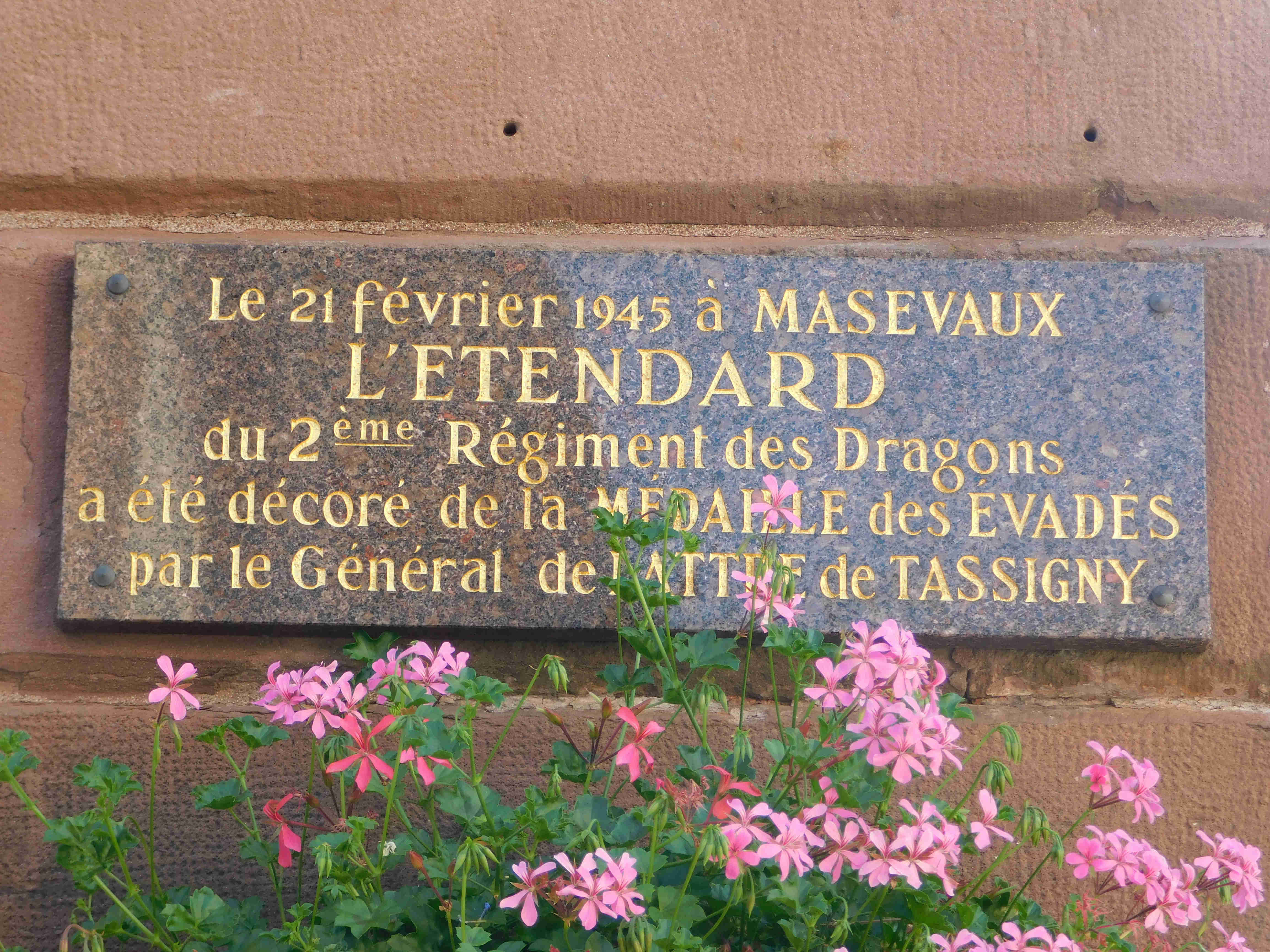
2e régiment des Dragons a Massevaux (68).

Depuis le mois de mars 1943, le commandant Paillole a mis en place un système de liaison par sous-marin entre Alger et cap Camarat, près de Saint-Tropez, une fois par mois lors des nuits sans lune.
Le 22 septembre 1943, le capitaine de Neuchèze reçoit l'étendard du régiment des adjudants Faraut et Grattard. Ces derniers l'avaient préalablement retrouvé au domicile de M. Bouet dans le Gers, où il avait été dissimulé pendant presque une année. Immédiatement après, le capitaine de Neuchèze rejoint Lyon par le train. Là, le capitaine Veillaud, mandaté par le commandant Paillole, l'attend afin d'assurer l'évasion de l'étendard. Veillaud et Neuchèze gagnent Marseille le 27 septembre 1943, puis partent pour Ramatuelle et la ferme de M. Ottou, où ils arrivent le lendemain vers 21 heures. Deux heures plus tard, sous la conduite d'Achille Ottou, Neuchèze, l'étendard drapé autour du corps descend les sentiers des calanques jusqu'à la Roche Escudelier où l'attend le sous-marin Aréthuse.
Le 1er octobre, le sous-marin entre dans la rade d'Alger. Sur les quais, le commandant Paillole attend l'étendard auquel il rend les premiers honneurs sur le continent africain, avant de le remettre au général Giraud.
Pour ce fait, le 2e régiment de dragons fut décoré de la médaille des évadés le 21 février 1945 à Masevaux, par le général de Lattre. Il est le seul régiment à avoir reçu cette décoration.

## Personnalités ayant servi au sein du régiment
- Joachim Ambert, (1804-1890), baron Ambert, général et écrivain militaire
- Noël Bouton, comte de Chamilly (1636-1715), maréchal de France
- Valéry Giscard d'Estaing (1926-2020), président de la République française de 1974 à 1981
- Emmanuel de Grouchy (1766-1847), marquis de Grouchy, maréchal d'Empire
- Robert de Neuchèze (1904-1944), mort au combat à Autun après s’être évadé avec l'étendard du 2e régiment de dragons
- Bernard de Lattre de Tassigny (1928-1951), est un officier français mort au combat à Ninh Binh (Tonkin, Viêt Nam) enfant unique du maréchal Jean de Lattre de Tassigny
- Pierre de Villiers (1978-1982), chef du cabinet militaire du Premier ministre (2008-2010), major général des armées (2010-2014), chef d'état-major des armées (2014-2017)

## Décorations
Son étendard porte en cravate les médailles suivantes :
- croix de guerre 1914-1918 avec deux palmes et deux étoiles vermeil ;
- croix de guerre 1939-1945 avec deux palmes ;
- médaille des évadés[26],[27] (seul régiment à en être décoré) ;
- fourragère croix de guerre 1914-1918, avec olive croix de guerre 1939-1945.

## Chant du2erégiment de dragons
Chant actuel :
Ils ont traversé le Rhin

Avec Monsieur de Turenne

Au son des fifres et tambourins

Ils ont traversé le Rhin

Refrain :

Lon, lon, la

Laissez les passer

Les Français sont dans la Lorraine

Lon, lon, la

Laissez les passer

Ils ont eu du mal assez

Ils ont incendié Coblence

Les fiers Dragons de Noailles

Et pillé le Palatinat

Ils ont incendié Coblence

Ils ont fait tous les chemins

D’Anjou, d’Artois et du Maine

Ils n’ont jamais eu peur de rien

Ils ont fait tous les chemins

Ils ont pavoisé Paris

Les fiers Dragons de Noailles

Avec les trophées ennemis

Ils ont pavoisé Paris

Ils ont protégé le roi

Il en sera fort aise

Car ils sont ses meilleurs soldats

Ils ont protégé le roi

### Ancien chant régimentaire
Quand nous irons à la frontière,

Aux plis soyeux des étendards,

Nous emporterons toute entière

La légende des vieux grognards.

Jeunes soldats, mes camarades,

À ce passé si glorieux,

Songez toujours dans les parades

Au combat, ils sont là,

Ils sont là les vieux.

II

Ils ont inscrit sur nos bannières

Les braves que rien n’étonna

Austerlitz, Zurich, sœurs guerrières

D'Hohenlinden et d'Iéna.

C'est à nous de suivre leur trace,

Et quand la France appellera

Tâchons que nul ne nous dépasse

Lorsque la charge sonnera,

Lorsque la charge sonnera.

III

Tâchons qu'au fort de la bataille

On dise de nous : les voilà !

Et qu'on réponde à la mitraille

Ça va bien, le deuxième est là.

Alors, comme l'on fait nos pères

Nous écraserons l'Allemand.

De leur sang, ivres, nos rapières

Se chargeront du châtiment,

Se chargeront du châtiment.

IV

Et nous dirons, fiers de nous-mêmes,

Quand au pays on reviendra :

Moi, j'étais dragon au deuxième

Et chacun se découvrira.

Au cœur gardons bien l'espérance

La foi sainte dans l'avenir

Dragon pour notre chère France,

Sachons bien vivre et bien mourir.

## Sources et bibliographie
- Petit journal de marche du 2e dragons : 1er août 1914-11 novembre 1918, Paris, Berger-Levrault, 1919, 222 p., lire en ligne sur Gallica.
- Capitaine(R) Giudicelli, Du poison au nucléaire, 2000 d’histoire, Angers, 2e régiment de Dragons, juin 2012, 150 p.
- Aide mémoire de l'Officier du Train, École d'Application du Train, REGENT - PARIS - MODELE No 99.048
- Site internet "Cavaliers Blindés"